# Sherlock Holmes au cinéma et à la télévision

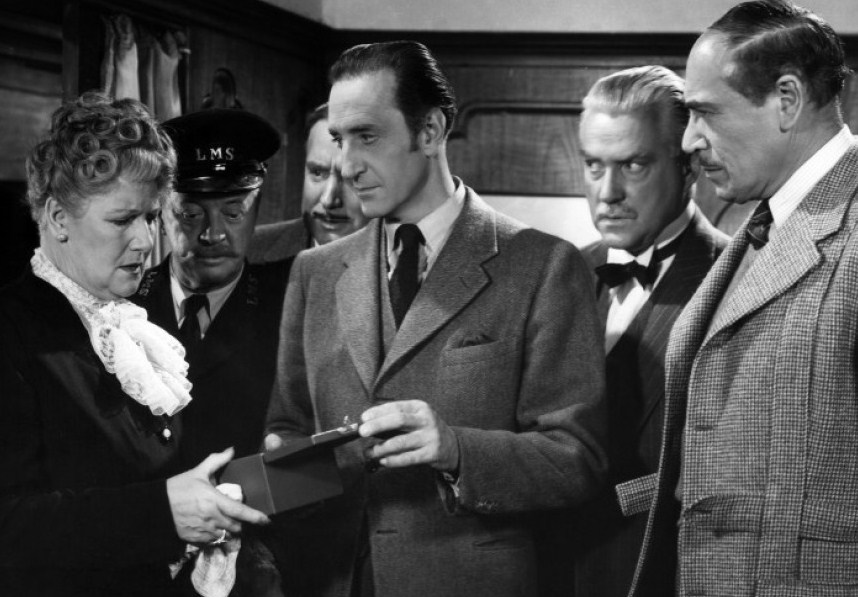
Tel que décrit par Conan Doyle, Sherlock Holmes est généralement représenté au cinéma comme un personnage maigre et élancé dont les méthodes d'observation et de déduction lui permettent de résoudre toutes sortes d'affaires complexes. Ici sous les traits de Basil Rathbone en 1946.

Sherlock Holmes, personnage de fiction inventé par Arthur Conan Doyle, a fait l'objet de nombreuses adaptations filmées, au cinéma comme à la télévision.
Le nombre exact de productions portant Sherlock Holmes à l'écran est difficile à établir et ne peut être qu'estimé, principalement en raison du flou qui subsiste sur la période du cinéma muet où certaines productions désormais perdues ne peuvent pas être considérées comme « holmésiennes » avec certitude. Le site internet IMDb référence environ 275 films et séries où le personnage de Sherlock Holmes est présent à l'écran entre 1900 et 2013 : ce chiffre peut être retenu comme une bonne approximation du nombre de productions « holmésiennes » malgré les contestations dont cette liste peut faire l'objet. En 1990, le Guiness Book of Movies recensait 204 adaptations cinématographiques. Ce qui fait de lui le personnage le plus utilisé de l'histoire du cinéma,.
Parmi les interprétations du détective qui ont marqué les esprits se trouvent notamment la série de 14 films avec Basil Rathbone dans le rôle principal (années 1940) et la série télévisée Sherlock Holmes produite de 1984 à 1994 par la Granada Television avec Jeremy Brett dans le rôle-titre. La série Sherlock commencée en 2010, avec Benedict Cumberbatch dans le rôle principal, semble rencontrer un succès populaire comparable à la série « Jeremy Brett » en transposant le personnage de Sherlock Holmes dans le monde moderne.

## Cinéma muet
Les productions les plus anciennes, notamment à l'époque du cinéma muet, ont souvent été perdues à cause des difficultés de conservation des pellicules originales. Certains films ont néanmoins pu être conservés et ont connu une nouvelle diffusion auprès des amateurs grâce au développement de la vidéo sur Internet, notamment à partir de la fin des années 2000.

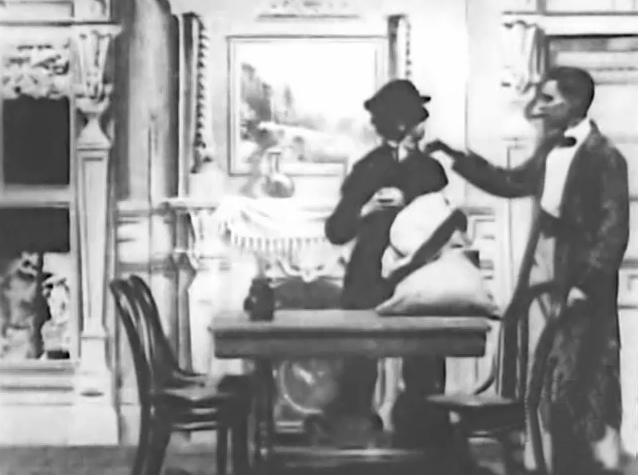
Sherlock Holmes Baffled (1900), tout premier court métrage « holmésien ».

Le personnage de Sherlock Holmes est porté de nombreuses fois à l'écran à l'époque du cinéma muet. La toute première production référencée est Sherlock Holmes Baffled, court métrage de moins d'une minute tourné en 1900 et diffusé à partir de 1903 de manière restreinte. La seconde apparition cinématographique du détective est un long métrage, Adventures of Sherlock Holmes; or, Held for Ransom (1905), inspiré du roman Le Signe des quatre.
- 1900 : Sherlock Holmes Baffled. Court métrage conservé.
- 1905 : Adventures of Sherlock Holmes; or, Held for Ransom. Film perdu.
- 1908 : Sherlock Holmes in the Great Murder Mystery. Film perdu.

De 1908 à 1910, une série de dix courts métrages danois est réalisée par Viggo Larsen et produite par Nordisk Films. Le rôle de Sherlock Holmes est joué par différents acteurs au fil des épisodes. Un seul des épisodes de la série a été conservé et peut être vu de nos jours. En dehors de cette série, Viggo Larsen réalise par ailleurs Arsene Lupin contra Sherlock Holmes, sorti sous l'Empire allemand en 1910.
- 1910 : Sherlock Holmes i Bondefangerkløer. Court métrage conservé[4].
- 1910 : Arsene Lupin contra Sherlock Holmes. Film perdu.

En 1912, une série de huit courts métrages franco-britanniques adaptée de huit nouvelles du « canon holmésien » est produite par la Société Française des Films Éclair. L'acteur franco-britannique Georges Tréville y incarne le détective londonien. Deux films de cette série sont toujours conservés de nos jours, les six autres ont été perdus.
- /  1912 : Les Hêtres rouges. Court métrage conservé[5].
- /  1912 : Le Rituel des Musgrave. Court métrage conservé.

En 1914, Richard Oswald et Rudolf Meinert réalisent sous l'Empire allemand une adaptation du Chien des Baskerville. Le film rencontre un succès qui pousse les deux hommes à réaliser trois suites jusqu'en 1915, puis deux autres réalisateurs réalisent encore trois autres suites en 1920 sous la République de Weimar.
- 1914 : Der Hund von Baskerville. Film conservé.

Toujours en 1914, le roman Une étude en rouge est porté à l'écran par George Pearson. En 1916, l'acteur William Gillette joue le rôle du détective dans une adaptation cinématographique de sa pièce à succès Sherlock Holmes (pièce de théâtre). Le titre du film, comme celui de la pièce, est simplement Sherlock Holmes. La même année, Harry Arthur Saintsbury joue dans une adaptation de La Vallée de la peur. Toujours en 1916, un court métrage humoristique intitulé The Mystery of the Leaping Fish met en scène un détective inspiré de Sherlock Holmes dans une affaire de trafic de cocaïne. Ce court métrage n'est pas toujours considéré comme holmésien.
- 1914 : A Study in Scarlet. Film perdu.
- 1916 : Sherlock Holmes. Film retrouvé et restauré en 2014[6].
- 1916 : The Valley of Fear. Film perdu.
- 1916 : The Mystery of the Leaping Fish. Court métrage conservé.

De 1921 à 1923, Stoll Picture Productions entreprend l'adaptation de la quasi-totalité du « canon holmésien » sous forme de 45 courts métrages correspondant chacun à une nouvelle de Conan Doyle, ainsi que deux longs métrages correspondant à deux romans à succès : Le Chien des Baskerville (1921) et Le Signe des quatre (1923). L'acteur Eille Norwood joue le rôle de Sherlock Holmes.
- 1921-1923 : Sherlock Holmes (série de films, 1921-1923). Trois courts métrages conservés, peut-être davantage.
- 1921 : Le Chien des Baskerville (film, 1921). Film conservé mais inaccessible au grand public.
- 1923 : Le Signe des quatre (film, 1923). Film conservé.

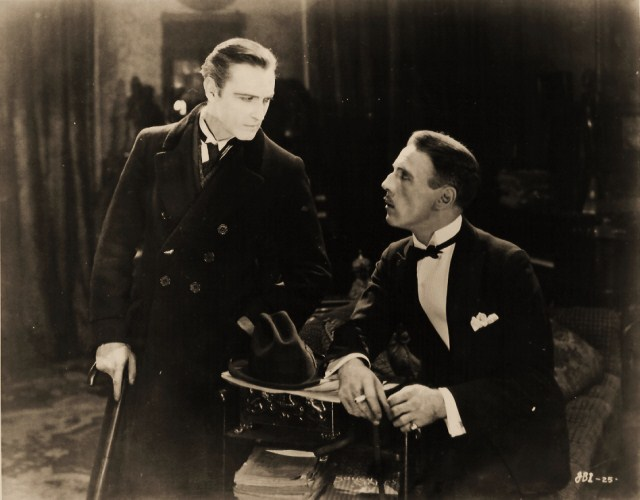
Holmes et Watson dans le film Sherlock Holmes de 1922.

La première production à grand budget (pour l'époque) mettant en scène Sherlock Holmes est le film de 1922 intitulé simplement Sherlock Holmes, inspiré de la pièce éponyme de William Gillette. John Barrymore, star américaine de l'époque, incarne le détective. Le film se fait remarquer et, selon Bernard Oudin, spécialiste de Sherlock Holmes, « de cette période [du cinéma muet holmésien], un seul film se détache, le Sherlock Holmes américain de 1922 avec John Barrymore ».
- 1922 : Sherlock Holmes. Film partiellement conservé.

Souvent considéré à tort comme un film holmésien, le film Sherlock Junior (1924), considéré comme l'un des meilleurs films de Buster Keaton, ne met pas en scène le détective de Londres, mais un jeune homme qui rêve de devenir un grand détective et tente de mener une enquête en suivant les conseils d'un manuel.
En 1929, Richard Oswald adapte une nouvelle fois Le Chien des Baskerville en un long métrage, Der Hund von Baskerville, qui constitue la dernière production muette mettant en scène le détective. Carlyle Blackwell, acteur américain, joue Sherlock Holmes. Ce film a longtemps été considéré comme perdu jusqu'à ce qu'une copie soit retrouvée en Pologne en 2009 et restaurée en 2018.
- 1929 : Der Hund von Baskerville. Film retrouvé en 2009 et restauré en 2018.

## Cinéma parlant et télévision

### 1929-1937: Les débuts
Sherlock Holmes fait ses débuts dans le cinéma parlant en 1929 sous les traits de Clive Brook, star américaine de l'époque, dans le film The Return of Sherlock Holmes. Il est néanmoins désormais impossible d'entendre la première voix de Holmes sur grand écran car le film a été perdu, et seules des images ayant servi à déposer un copyright sur l'œuvre subsistent. Clive Brook incarne le détective une seconde fois la même année dans un court sketch du film Paramount on Parade, puis de nouveau en 1932 dans un film intitulé simplement Sherlock Holmes dont le scénario constitue une suite narrative de la pièce éponyme de William Gillette.
- 1929 : The Return of Sherlock Holmes. Film perdu.
- 1929 : Paramount on Parade (sketch). Film conservé.
- 1932 : Sherlock Holmes. Film conservé.

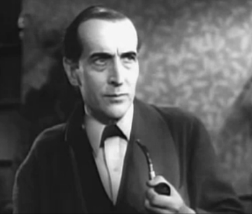
Arthur Wontner interprète le détective dans une série de cinq films des années 1930.

Le Sherlock Holmes britannique des années 1930 est incarné par Arthur Wontner qui joue dans une série de cinq films entre 1931 et 1937. Wontner incarne un Holmes proche de celui décrit par Conan Doyle, mais cette série est occultée quelques années plus tard par le succès de la série américaine avec Basil Rathbone. L'un des cinq films de la série Wontner a été perdu.
- 1931 : The Sleeping Cardinal (titre américain : Sherlock Holmes' Fatal Hour)
- 1932 : The Missing Rembrandt. Film perdu.
- 1932 : The Sign of Four
- 1935 : The Triumph of Sherlock Holmes
- 1937 : Silver Blaze (titre américain : Murder at the Baskervilles)

Plusieurs productions indépendantes sont aussi réalisées dans les années 1930, principalement des adaptations de nouvelles ou de romans. Un long métrage adapté du Ruban moucheté sort en 1931 avec Raymond Massey dans le rôle du détective. En 1933, un film se présente comme une adaptation d’Une étude en rouge mais n'a aucun point commun avec l'intrigue de Conan Doyle. Reginald Owen y incarne le détective. Le Chien des Baskerville est adapté en 1932 dans une petite production britannique réputée médiocre, puis de nouveau en 1937 par le réalisateur tchèque Carl Lamac sous le Troisième Reich allemand. Malgré le contexte politique de la production, cette adaptation se fait remarquer en Allemagne pour ses qualités. Carl Lamac avait réalisé un premier film holmésien en 1932, dans un registre humoristique, avec Lelícek ve sluzbách Sherlocka Holmese (en tchèque). Karl Hartl réalise quant à lui en 1937 le film Der Mann, der Sherlock Holmes war (On a tué Sherlock Holmes en version française), toujours sous le Troisième Reich, avec Hans Albers dans le rôle principal. Le film se joue dans un registre parodique vis-à-vis de Sherlock Holmes, mais n'en reste pas moins considéré comme une excellente variation sur le thème du détective britannique malgré le contexte politique de la production. Toujours en 1937 est diffusé aux États-Unis le premier téléfilm holmésien avec une adaptation de la nouvelle Les Trois Garrideb. Ce téléfilm est réalisé de manière très précoce par rapport au développement de la télévision et n'est pas enregistré sur une pellicule.
- 1931 : The Speckled Band. Film conservé.
- 1932 : The Hound of the Baskervilles. Film conservé mais inaccessible au grand public.
- 1932 : Lelícek ve sluzbách Sherlocka Holmese. Film conservé.
- 1933 : A Study in Scarlet. Film conservé.
- 1937 : Der Hund von Baskerville. Film conservé.
- 1937 : Der Mann, der Sherlock Holmes war. Film conservé.
- 1937 : The Three Garridebs. Téléfilm perdu.

### 1939-1946: Basil Rathbone
La production holmésienne de divertissement s'arrête en Europe pendant la Seconde Guerre mondiale, mais se développe aux États-Unis.
Ces années sont exclusivement marquées par une série de 14 films américains mettant en scène Basil Rathbone dans le rôle de Sherlock Holmes et Nigel Bruce dans le rôle du docteur Watson. La série inscrit dans les esprits un certain nombre de caractéristiques toujours associées au personnage de Sherlock Holmes sans avoir de lien avec les récits de Conan Doyle. Ainsi, la réplique « Elementary, my dear Watson », traduite en français par « Élémentaire, mon cher Watson », est utilisée abondamment par Basil Rathbone au point d'entrer dans la culture populaire comme la réplique la plus célèbre du détective, bien qu'elle ne provienne pas de Conan Doyle. Le jeu de Nigel Bruce fait néanmoins débat et Bernard Oudin résume la situation ainsi dans son ouvrage Enquête sur Sherlock Holmes : « En 1939 entra en scène celui qui fut le préféré des holmésiens, Basil Rathbone. Hélas, le meilleur des Holmes fut affublé du pire des Watson, Nigel Bruce, qui donna du docteur une image outrée de crétin balourd ».
La série connaît en réalité un changement de style et de producteur, passant de la 20th Century Fox à Universal Pictures, après les deux premiers films qui avaient été tournés avec un budget important. Les douze suivants s'éloignent de l'esprit des textes de Conan Doyle et sont parfois considérés comme des films de « série B » réalisés à la chaîne. Toujours selon Bernard Oudin : « en 1942, le flambeau passa malencontreusement à la firme Universal qui produisit en quatre ans douze médiocres moyens métrages, où un Holmes modernisé traque [même] les espions nazis ! ». La quasi-totalité des douze films tournés chez Universal — tous sauf le premier — sont dus à un seul réalisateur, Roy William Neill.

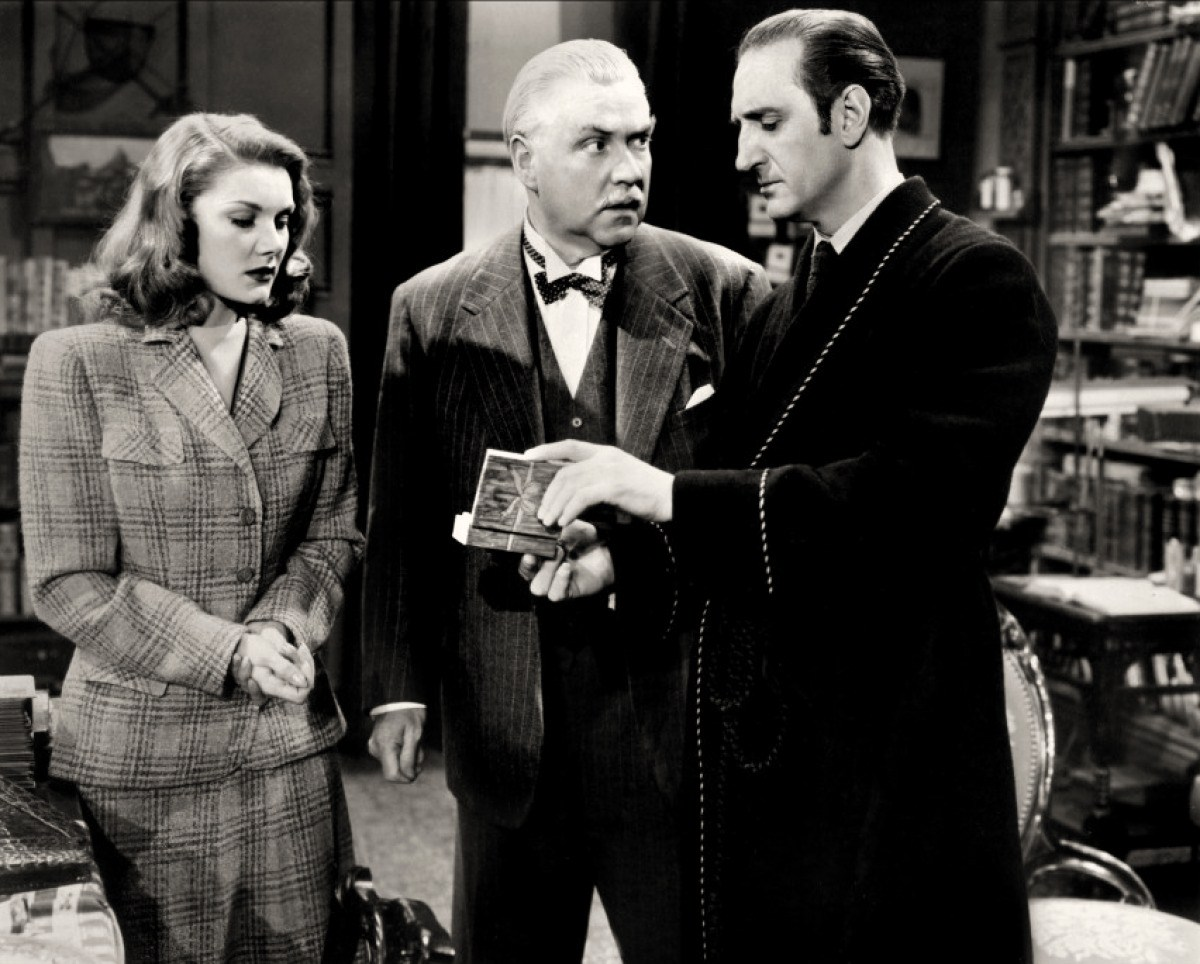
Basil Rathbone (à droite) et Nigel Bruce (au centre) interprètent le duo Holmes-Watson dans quatorze productions américaines de 1939 à 1946. Eve Amber est à gauche sur cette photo extraite de La Femme en vert (1945).

L'ensemble de cette série de quatorze films a été conservée puis restaurée pour une diffusion auprès du grand public.

#### Tournés chez 20th Century Fox
- 1939 : Le Chien des Baskerville (The Hound of the Baskervilles)
- 1939 : Les Aventures de Sherlock Holmes (The Adventures of Sherlock Holmes)

#### Tournés chez Universal
- 1942 : La Voix de la terreur (Sherlock Holmes and the Voice of Terror)
- 1942 : L'Arme secrète (Sherlock Holmes and the Secret Weapon)
- 1943 : Sherlock Holmes à Washington (Sherlock Holmes in Washington)
- 1943 : Échec à la mort (Sherlock Holmes Faces Death)
- 1944 : La Femme aux araignées (The Spider Woman)
- 1944 : La Griffe sanglante (The Scarlet Claw)
- 1944 : La Perle des Borgia (The Pearl of Death)
- 1945 : La Maison de la peur (The House of Fear)
- 1945 : La Femme en vert (The Woman in Green)
- 1945 : Mission à Alger (Pursuit to Algiers)
- 1946 : Le Train de la mort (Terror by Night)
- 1946 : La Clef (Dressed to Kill)

### 1949-1969: Prédominance de la télévision
La série Basil Rathbone laisse place dans les deux décennies suivantes à de nombreuses adaptations télévisées, notamment sous forme de séries TV à épisodes qui connaissent un important engouement populaire aux États-Unis et au Royaume-Uni.
En 1949, une adaptation américaine de 30 minutes de la nouvelle Le Ruban moucheté apparaît dans l'émission Your Show Time d'Arthur Shields avec Alan Napier dans le rôle de Sherlock Holmes. En 1951, la télévision britannique adapte à son tour deux nouvelles du détective sans leur donner de suite : L'Homme à la lèvre tordue (sous le titre The Man Who Disappeared, prévu à l'origine comme un pilote de série finalement abandonnée) et La Pierre de Mazarin (produit par la BBC). Basil Rathbone fait une courte réapparition sous les traits de Sherlock Holmes dans un épisode de 30 minutes intitulé The Adventure of the Black Baronet, diffusé en 1953 aux États-Unis dans une émission intitulée « Suspense ».
- 1949 : The Adventure of the Speckled Band. Émission conservée[13].
- 1951 : Sherlock Holmes:The Man Who Disappeared. Court métrage télévisé conservé.
- 1951 : The Adventure of the Mazarin Stone. Conservation inconnue.
- 1953 : The Adventure of the Black Baronet. Conservation inconnue.

La première véritable série télévisée holmésienne est diffusée en 1951 au Royaume-Uni avec Alan Wheatley dans le rôle du détective. Cette série en 6 épisodes de 35 minutes est jouée en direct à la télévision et n'est pas enregistrée : elle est donc perdue. En 1954 et 1955, une autre série holmésienne intitulée simplement Sherlock Holmes est diffusée aux États-Unis avec Ronald Howard dans le rôle de Sherlock Holmes. Cette série, qui se compose de 39 épisodes de 30 minutes qui ne sont pas des adaptations des nouvelles de Conan Doyle, a été tournée en France dans les studios d'Épinay-sur-Seine. Dix ans plus tard, Sherlock Holmes est de nouveau adapté en série télévisée par la BBC qui réalise deux saisons adaptées de nouvelles et romans de Conan Doyle, l'une avec Douglas Wilmer dans le rôle titre, la seconde avec Peter Cushing. La première saison avec Douglas Wilmer se compose d'un pilote (1964) et de 12 épisodes (1965), et la seconde saison avec Peter Cushing se compose de 16 épisodes (1968). L'Allemagne et l'Italie consacrent elles aussi leur propre série télévisée adaptée des aventures de Sherlock Holmes : la Westdeutscher Rundfunk réalise en 1967-1968 une série de 6 épisodes d'une heure chacun intitulée Sherlock Holmes avec Erich Schellow dans le rôle de Holmes (adaptations fidèles de six nouvelles de Conan Doyle), et la Rai adapte en 1968 La Vallée de la peur et Le Chien des Baskerville en 6 épisodes d'une heure.
Une série britannique intitulée The Rivals of Sherlock Holmes connaît par ailleurs deux saisons en 1971 et 1973 pour un total de 26 épisodes. Chaque épisode est une enquête adaptée d'une nouvelle écrite par un contemporain souvent méconnu d'Arthur Conan Doyle. La série n'est pas holmésienne en elle-même, mais son titre et son concept la rattachent à Sherlock Holmes.
- 1951 : Sherlock Holmes (Alan Wheatley). Série de 6 épisodes perdus.
- 1954-1955 : Sherlock Holmes (Ronald Howard). Série de 39 épisodes conservés.
- 1964-1965 : Sherlock Holmes, saison 1 (Douglas Wilmer). Série de 12 épisodes et un pilote. Deux épisodes ont été partiellement perdus.
- 1967-1968 : Sherlock Holmes (Erich Schellow). Série de 6 épisodes conservés.
- 1968 : Sherlock Holmes, saison 2 (Peter Cushing). Série de 16 épisodes. Seuls 6 épisodes sont conservés.
- 1968 : Sherlock Holmes (Nando Gazzolo). Série de 6 épisodes conservés.

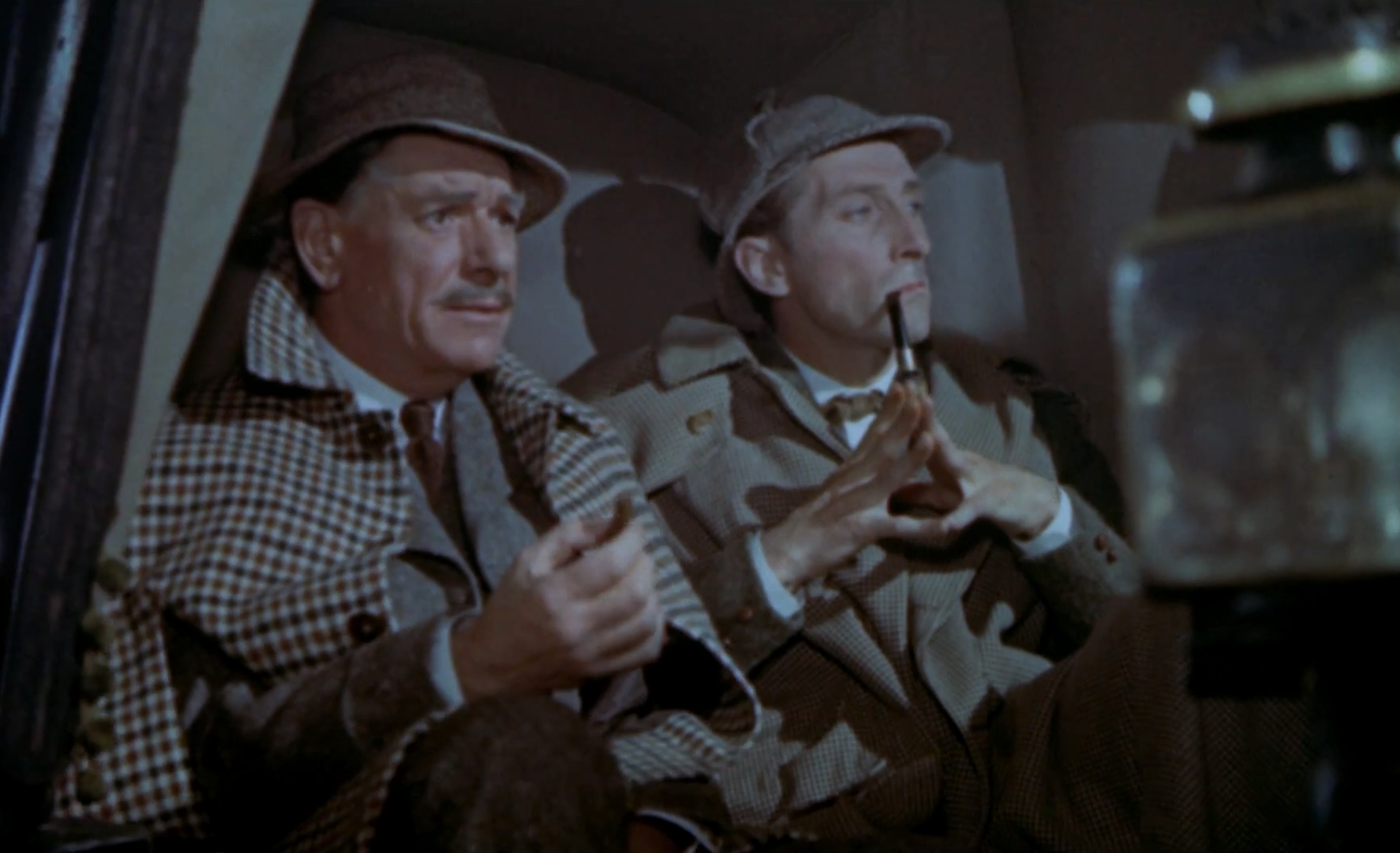
Peter Cushing (à droite) et André Morell interprètent respectivement Holmes et Watson dans Le Chien des Baskerville (1959), film produit par Hammer Film Productions.

Parallèlement aux séries télévisées, des téléfilms (longs métrages indépendants) sont réalisés, ainsi que quelques films qui sortent au cinéma mais dont la réalisation est plus proche des téléfilms que du septième art. Un seul film se démarque de cette période : l'adaptation britannique du Chien des Baskerville, premier film holmésien tourné en couleurs et produit par Hammer Film Productions avec Peter Cushing dans le rôle du détective. Cette adaptation est considérée comme l'une des plus célèbres du roman, bien qu'elle ne soit pas fidèle au texte d'origine, notamment dans le processus de son dénouement. En France, la première chaîne de l'ORTF diffuse en 1967 une adaptation de la pièce de William Gillette de 1899 à l'occasion de Noël, avec Jacques François dans le rôle du détective.
- 1955 : Der Hund von Baskerville. Téléfilm. Conservation inconnue.
- 1959 : Le Chien des Baskerville. Avec Peter Cushing. Film conservé.
- 1962 : Sherlock Holmes et le Collier de la mort (Sherlock Holmes und das Halsband des Todes). Film conservé.
- 1965 : Sherlock Holmes contre Jack l'Éventreur (A Study in Terror). Film conservé.
- 1967 : Une aventure de Sherlock Holmes. Téléfilm conservé par l'INA[16].

### 1970-1979: Parodies et humour prédominants
Comme l'indique Natacha Levet dans son ouvrage Sherlock Holmes de Baker Street au grand écran : « les années 1970 voient un retour du détective sur le grand écran et une prolifération des versions parodiques et des pastiches qui détournent le mythe, dans une relecture ludique. »
Ce nouveau genre de cinéma holmésien débute sous la direction de Billy Wilder, célèbre pour ses films à l'humour à la fois discret et omniprésent, qui réalise en 1970 le film The Private Life of Sherlock Holmes (La Vie privée de Sherlock Holmes), jouant sur l'homosexualité supposée du détective tout en raillant son légendaire succès dans chacune de ses affaires. Le Holmes de Billy Wilder est interprété par Robert Stephens. L'année suivante, le film They Might Be Giants (1971) se joue entièrement dans un registre parodique en mettant en scène un patient d'hôpital psychiatrique (Justin Playfair, joué par George C. Scott) qui se prend pour Sherlock Holmes et tente de mener une enquête en appliquant les méthodes du détective. Ce téléfilm a la particularité d'être le premier film à représenter le Docteur Watson sous les traits d'une femme. La même idée est reprise de manière légèrement différente en 1976 dans le téléfilm The Return of the World's Greatest Detective où un policier joué par Larry Hagman se réveille d'un accident en croyant être Sherlock Holmes. Ici aussi, le personnage commence une enquête en décalage avec la réalité à cause d'un problème mental. Toujours en 1976, le film The Seven-Per-Cent Solution (Sherlock Holmes attaque l'Orient-Express) adapté du roman de Nicholas Meyer montre un Sherlock Holmes paranoïaque vis-à-vis de son ennemi le Professeur Moriarty, et rencontre Sigmund Freud pour essayer de révéler le traumatisme d'enfance qui provoque ces troubles.

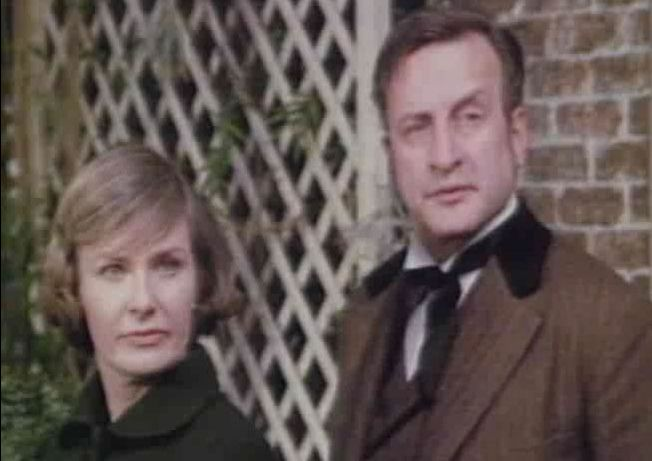
George C. Scott incarne un patient d'hôpital psychiatrique persuadé d'être Sherlock Holmes dans le film They Might Be Giants (1976), aux côtés d'un Docteur Watson apparaissant sous les traits d'une femme. L'aspect parodique est typique des productions holmésiennes de cette décennie.

- 1970 : The Private Life of Sherlock Holmes. Film mi-satirique, mi-sérieux.
- 1971 : They Might Be Giants. Film parodique.
- 1976 : The Return of the World's Greatest Detective. Téléfilm parodique.
- /  1976 : The Seven-Per-Cent Solution. Film satirique.

En dehors de ces films satiriques ou parodiques, les années 1970 ont aussi amené des comédies par l'absurde. La première du genre est Sherlock Holmes' Smarter Brother (Le Frère le plus fûté de Sherlock Holmes) en 1975, remplie de comportements illogiques et improbables de la part des divers protagonistes qui tentent néanmoins de résoudre une enquête. En 1977, le moyen métrage The Strange Case of the End of Civilization as We Know It se déroule à nouveau dans un univers absurde où le petit-fils de Sherlock Holmes doit vaincre le petit-fils du Professeur Moriarty. John Cleese, membre des Monty Python, interprète le petit-fils de Sherlock Holmes. Le Chien des Baskerville connaît en 1978 une adaptation dans ce même registre, où l'absurde est poussé à l'extrême tout au long de l'intrigue. La télévision soviétique suit la même direction en 1979 en réalisant une adaptation de la nouvelle L'Escarboucle bleue dans un registre loufoque agrémenté de chansons. Enfin, à la charnière des années 1970 et 1980, The Private Eyes met en scène un duo parodique de Holmes et Watson, où les deux protagonistes sont complètement dépassés par l'évolution de l'enquête qu'ils tentent de résoudre sans la moindre rigueur logique.
- 1975 : Sherlock Holmes' Smarter Brother. Comique par l'absurde.
- 1977 : The Strange Case of the End of Civilization as We Know It. Comique par l'absurde.
- 1978 : The Hound of the Baskervilles. Comique par l'absurde.
- 1979 : Голубой карбункул (L'Escarboucle bleue). Comique par l'absurde.
- 1980 : The Private Eyes (Deux débiles chez le fantôme). Comique par l'absurde.

Parallèlement aux films satiriques et humoristiques, des téléfilms plus conventionnels sont tournés dans les années 1970. Le Chien des Baskerville est adapté pour la première fois à la télévision soviétique en 1971, puis connait une seconde adaptation l'année suivante aux États-Unis dans un téléfilm où Stewart Granger tient le rôle principal. En 1976, le téléfilm américain Sherlock Holmes à New York emploie un casting de célébrités pour les rôles principaux : Roger Moore en Sherlock Holmes et Charlotte Rampling en Irène Adler.
- 1971 : Собака Баскервилей (Le Chien des Baskerville). Téléfilm.
- 1972 : The Hound of the Baskervilles. Téléfilm.
- 1976 : Sherlock Holmes à New York. Téléfilm.

À la fin des années 1970, l'acteur Christopher Plummer joue le rôle du détective dans deux films. Le premier est un court métrage adapté de la nouvelle Flamme d'Argent. Le second est un long métrage réalisé par Bob Clark, mettant en scène l'enquête historique sur Jack l'Éventreur en prenant parti pour la théorie du complot monarchique. Cette théorie a également été mise en scène par la suite dans le film From Hell (2001) lui-même adapté d'une bande dessinée.
- /  1977 : Silver Blaze. Court métrage télévisé.
- /  1979 : Murder By Decree (Meurtre par Décret)

### 1979-1994: Télévision couleur
Les années 1980 ainsi que la première moitié des années 1990 sont marquées par le développement important des séries télévisées en couleurs, qui succèdent aux séries télévisées noir et blanc des années 1950 et 1960. Deux séries connaissent un fort succès populaire : la période 1979-1986 est marquée en Union soviétique par l'interprétation de Vassili Livanov, tandis que les pays occidentaux retiennent surtout l'interprétation de Jeremy Brett de 1984 à 1994.

#### Vassili Livanov / Jeremy Brett
De 1979 à 1986, la télévision soviétique produit une importante série de cinq téléfilms holmésiens intitulée Les Aventures de Sherlock Holmes et du docteur Watson, avec Vassili Livanov dans le rôle du détective et Vitali Solomine dans le rôle de Watson. Igor Maslennikov est le réalisateur des cinq téléfilms, divisés chacun en deux ou trois épisodes (onze épisodes en tout) fidèles aux nouvelles et romans de Conan Doyle. La série rencontre un grand succès populaire en Union soviétique.
- 1979-1986 : Les Aventures de Sherlock Holmes et du docteur Watson. Série de 11 épisodes constituant 5 téléfilms.
  - 1979 : Sherlock Holmes et le docteur Watson (Шерлок Холмс и доктор Ватсон). Téléfilm en deux épisodes.
  - 1980 : Les Aventures de Sherlock Holmes et du docteur Watson (Приключения Шерлока Холмса и доктора Ватсона). Téléfilm en trois épisodes.
  - 1981 : Le Chien des Baskerville (Собака Баскервилей). Téléfilm en deux épisodes.
  - 1983 : Les Trésors d'Agra (Сокровища Агры). Téléfilm en deux épisodes.
  - 1986 : Le XXe siècle commence (Двадцатый век начинается). Téléfilm en deux épisodes.

La grande série qui marque les holmésiens occidentaux à cette époque, intitulée simplement Sherlock Holmes, est produite au Royaume-Uni par la Granada Television. De 1984 à 1994, Jeremy Brett interprète le détective dans 36 épisodes et 5 téléfilms adaptés des nouvelles et romans de Conan Doyle. Bernard Oudin explique au sujet de cette série culte : « Pourquoi cette réussite ? D'abord parce que les scénaristes sont revenus aux récits d'origine, tels que Conan Doyle les avait écrits. Ensuite parce que Granada a trouvé en Jeremy Brett l'acteur idéal, collant parfaitement au personnage. Courtois mais cassant, horripilant mais irrésistible, Jeremy Brett a été qualifié par la critique anglaise de Sherlock Holmes « définitif ». C'est tout dire. » Les dernières productions de la série dans les années 1990 sont néanmoins généralement considérées comme plus médiocres que les premières, d'une part à cause d'un changement de réalisateur, d'autre part à cause de la maladie qui touchait l'acteur principal à la fin de sa carrière.
- 1984-1994 : Sherlock Holmes. Série de 36 épisodes et 5 téléfilms.
  - 1984-1985 : Les Aventures de Sherlock Holmes (The Adventures of Sherlock Holmes) : 13 épisodes.
  - 1986-1988 : Le Retour de Sherlock Holmes (The Return of Sherlock Holmes) : 11 épisodes et 2 téléfilms.
  - 1991-1993 : Les Archives de Sherlock Holmes (The Case-Book of Sherlock Holmes) : 6 épisodes et 3 téléfilms.
  - 1994 : Les Mémoires de Sherlock Holmes (The Memoirs of Sherlock Holmes) : 6 épisodes.

#### Autres productions
En 1982, Le Chien des Baskerville connaît une adaptation télévisée sous forme de 4 épisodes de 30 minutes avec Tom Baker dans le rôle du détective. Le même roman est adapté en 1983 avec Ian Richardson dans le rôle de Sherlock Holmes, rôle qu'il tiendra une seconde fois la même année dans une adaptation du roman Le Signe des quatre. En 1984, l'acteur Peter Cushing interprète de nouveau Sherlock Holmes dans un téléfilm où le détective doit sortir de sa retraite pour enquêter sur des morts inexpliquées.
- 1982 : The Hound of the Baskervilles. Téléfilm en 4 épisodes.
- 1983 : Le Chien des Baskerville. Téléfilm.
- 1983 : The Sign of Four. Téléfilm.
- 1984 : The Masks of Death. Téléfilm.

En 1982 et 1983, deux courtes séries holmésiennes sont produites au Royaume-Uni. La Granada Television (qui produira la fameuse série avec Jeremy Brett peu après) diffuse Young Sherlock: The Mystery of the Manor House en 1982, série qui se concentre sur des enquêtes de jeunesse de Sherlock Holmes. L'année suivante, la BBC produit The Baker Street Boys, une série qui met en avant les Irréguliers de Baker Street.
- 1982 : Young Sherlock: The Mystery of the Manor House. Série de 8 épisodes.
- 1983 : The Baker Street Boys. Série de 4 épisodes chacun divisé en 2 parties.

En 1985 paraît sur grand écran Young Sherlock Holmes (Le Secret de la pyramide), réalisé par Barry Levinson. Nicholas Rowe interprète un Sherlock Holmes adolescent, scolarisé dans la même école que Watson avec qui il mène sa toute première enquête.
- 1985 : Young Sherlock Holmes (Le Secret de la pyramide).

Enquêtes à l'italienne (Investigatori d'Italia) est une série télévisée italienne en 13 épisodes de 55 minutes, diffusée à partir de 1985 sur la Rai. Il s'agit d'un pastiche absolu.
- 1985 : Investigatori d'Italia (Enquêtes à l'italienne).

Deux productions de la fin des années 1980 s'inscrivent dans un style parodique, ou du moins en décalage avec les standards des enquêtes holmésiennes. En 1987, le téléfilm The Return of Sherlock Holmes imagine que le corps de Sherlock Holmes a été congelé à sa mort, et que l'arrière petite-fille de Watson parvient à lui redonner vie à l'époque moderne. En 1988, le film Without a Clue (Élémentaire, mon cher... Lock Holmes) reprend quant à lui l'esprit parodique des années 1970 en imaginant une variation humoristique dans laquelle Watson (Ben Kingsley) apparaît comme le cerveau caché du duo et se sert de Holmes (personnage ici profondément idiot) comme façade pour mieux passer inaperçu dans son travail d'enquêteur.
- 1987 : The Return of Sherlock Holmes (Le Retour de Sherlock Holmes). Téléfilm.
- 1988 : Without a Clue (Élémentaire, mon cher... Lock Holmes). Film parodique.

En France, deux courts métrages sont réalisés en 1989 et 1990 par le Centre National de Documentation Pédagogique du ministère de l'Éducation nationale (France) autour du personnage de Sherlock Holmes, :
- 1989 : La Cycliste solitaire, adapté de la nouvelle éponyme.
- 1990 : Herlock Sholmes arrive trop tard, adapté de la nouvelle éponyme.

Plusieurs productions télévisées de qualité variable sont réalisées au début des années 1990.
- 1990 : Hands of a Murderer. Téléfilm.
- 1991 : The Crucifer of Blood. Téléfilm adapté du roman Le Signe des quatre.
- 1991 : Sherlock Holmes en Caracas. Film parodique.
- 1993 : The Hound of London. Téléfilm.
- 1993 : 1994 Baker Street: Sherlock Holmes Returns. Téléfilm.

En 1991 et 1992, l'acteur Christopher Lee tient le rôle de Sherlock Holmes dans deux téléfilms se déroulant dans les années 1910 alors que Sherlock Holmes est à la retraite. La série s'intitule ainsi The Golden Years of Sherlock Holmes.
- 1991 : Sherlock Holmes and the Leading Lady (Sherlock Holmes et la Diva). Téléfilm en deux parties.
- 1992 : Incident at Victoria Falls (Incident aux chutes Victoria). Téléfilm en deux parties.

### 2000-2007: Nouveaux téléfilms
Après une pause des adaptations de Sherlock Holmes dans la seconde moitié des années 1990, les productions reprennent au début des années 2000 sous forme de téléfilms qui se distinguent des précédents par l'amélioration technique des caméras qui permettent d'obtenir une qualité d'image nettement supérieure à celle des années 1980 et 1990.
De 2000 à 2002, une série de quatre téléfilms holmésiens est produite au Canada avec l'acteur Matt Frewer dans le rôle principal.
- 2000 : The Hound of the Baskervilles. Téléfilm.
- 2001 : The Sign of Four. Téléfilm.
- 2001 : The Royal Scandal (Crime en Bohême). Téléfilm.
- 2002 : The Case of the Whitechapel Vampire. Téléfilm.

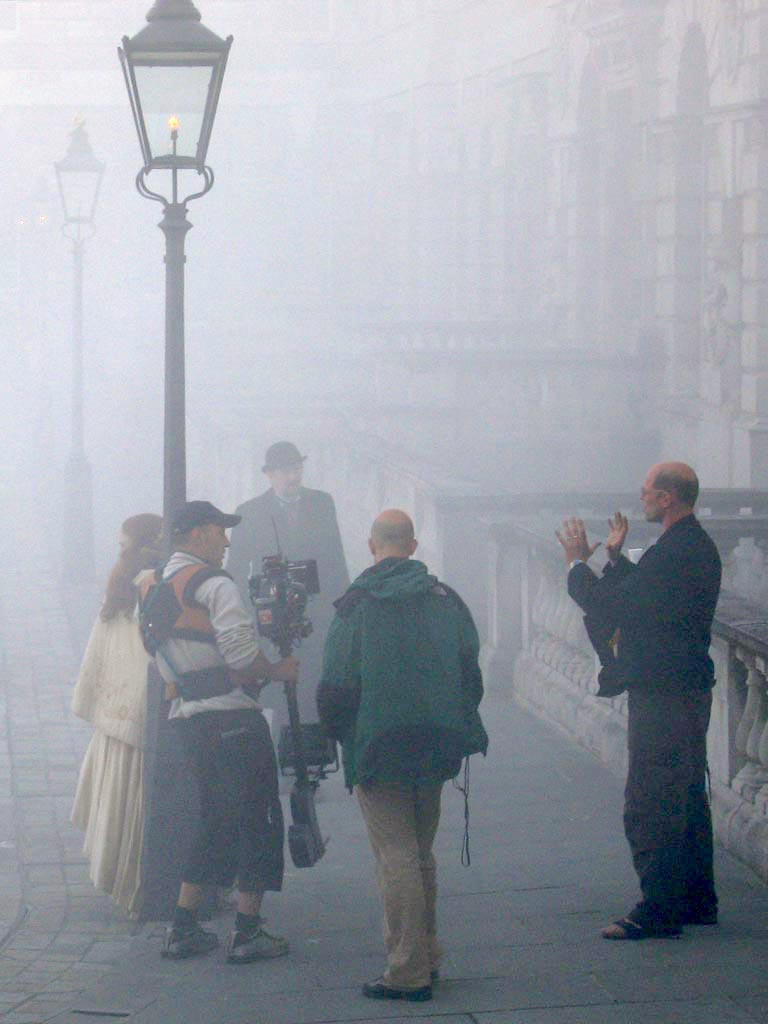
Scène de tournage du téléfilm La Revanche de Sherlock Holmes (2004).

À la même époque, la BBC diffuse une série de cinq téléfilms intitulée Murder Rooms: The Dark Beginnings of Sherlock Holmes. Le personnage de Sherlock Holmes est remplacé dans cette série par le docteur Joseph Bell, homme à l'origine bien réel ayant inspiré le personnage de Sherlock Holmes à Arthur Conan Doyle. Le docteur Bell est joué par Ian Richardson qui avait interprété le rôle de Sherlock Holmes en 1983 dans deux précédents téléfilms.
- 2000-2001 : Murder Rooms: The Dark Beginnings of Sherlock Holmes (Les Mystères du véritable Sherlock Holmes). Série de 5 téléfilms.

Diverses productions indépendantes les unes des autres apparaissent dans ces mêmes années. Le film O Xangô de Baker Street (2001) se déroule au Brésil (pays de la production) et se joue dans un registre satirique où Watson fait des contresens à cause de sa méconnaissance du portugais tandis que Sherlock Holmes est régulièrement ennuyé par des problèmes gastriques. Le Chien des Baskerville est de nouveau adapté en 2002 dans un téléfilm américain avec Richard Roxburgh dans le rôle du détective et Ian Hart dans le rôle de Watson. Ian Hart reprend le rôle de Watson deux ans plus tard dans le téléfilm Sherlock Holmes and the Case of the Silk Stocking (La Revanche de Sherlock Holmes) où le rôle de Sherlock Holmes est tenu par Rupert Everett. En 2002, un autre téléfilm américain appelé succinctement Sherlock se concentre de nouveau sur une confrontation Holmes-Moriarty avec James D'Arcy dans le rôle du détective. En 2007, le téléfilm Sherlock Holmes and the Baker Street Irregulars met particulièrement en valeur l'importance des Irréguliers de Baker Street pour suppléer le détective.
- 2001 : O Xangô de Baker Street. Film satirique.
- 2002 : The Hound of the Baskervilles. Téléfilm.
- 2002 : Sherlock (Sherlock : la marque du diable). Téléfilm.
- 2004 : Sherlock Holmes and the Case of the Silk Stocking (La Revanche de Sherlock Holmes). Téléfilm.
- 2007 : Sherlock Holmes and the Baker Street Irregulars. Téléfilm.

### 2009-: Holmes dynamique et moderne
Sherlock Holmes prend un nouveau visage au cinéma à partir du blockbuster Sherlock Holmes (2009) de Guy Ritchie, avec Robert Downey Jr dans le rôle du détective tandis que Watson est interprété par Jude Law. Holmes est représenté sans ses attributs traditionnels (pipe courbe et tenue vestimentaire caractéristique) sous un aspect davantage gentleman mais aussi plus moderne, et gagne en dynamisme (boxeur et homme d'action). Le personnage comporte les mêmes caractéristiques dans le second opus de la série.
- 2009 : Sherlock Holmes.
- 2011 : Sherlock Holmes : Jeu d'ombres.

Inspiré par le succès de Guy Ritchie et par le nouveau dynamisme de Sherlock Holmes, un téléfilm sort en 2010 directement en DVD, mettant en scène le duo Holmes/Watson dans un scénario de science fiction marqué par l'attaque d'un dinosaure au cœur de Londres.
- 2010 : Sherlock Holmes : Les Mystères de Londres.

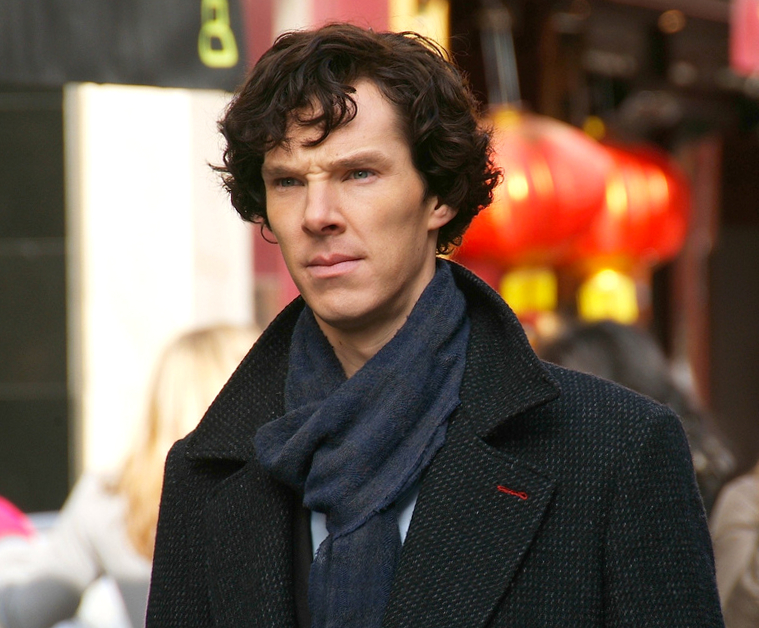
Sous les traits de Benedict Cumberbatch, Sherlock Holmes est transposé dans le monde actuel dans la série Sherlock produite par la BBC à partir de 2010.

Le changement d'image de Sherlock Holmes se concrétise à la télévision avec la série Sherlock produite par la BBC à partir de 2010 avec Benedict Cumberbatch dans le rôle de Sherlock Holmes. L'univers du détective est transposé dans le monde actuel, et Holmes se sert des technologies modernes de communication pour avancer dans ses enquêtes (téléphone portable, Internet...). La série reprend de nombreux personnages des écrits de Conan Doyle et modernise leur caractère et leurs attitudes (parfois avec humour) pour les adapter au monde actuel. Chaque épisode de la série s'inspire d'une nouvelle ou d'un roman de Conan Doyle et dérive librement pour produire une nouvelle intrigue. Le succès de la série a inspiré à la chaîne américaine CBS la série Elementary produite à partir de 2012 avec Jonny Lee Miller dans le rôle du détective et Lucy Liu dans celui de la docteur Joan Watson (le personnage devient donc une femme). Sherlock Holmes est de nouveau transposé à l'époque actuelle, faisant un large usage du téléphone portable et d'Internet, mais sa condition de drogué en cure de désintoxication rend le personnage très différent de celui incarné par Benedict Cumberbatch.
- Depuis 2010 : Sherlock. Série en quatre saisons de trois épisodes chacune. Scénario de la saison 5 écrit mais aucune date de diffusion annoncé par la BBC.
- Depuis 2012 : Elementary. Série de 7 saisons avec 154 épisodes au total.

En parallèle, plusieurs adaptations de l'univers holmésien sont réalisées à cette époque, représentant le détective dans un univers souvent assez éloigné des textes d'origine.
- 2010 : La Dernière Enquête de Sherlock Holmes. Court métrage.
- 2012 : Sherlock Holmes nevében. Téléfilm dans lequel Holmes et Watson sont des collégiens à l'époque moderne.
- 2012 : Holmes and Watson, Madrid Days. Film.
- 2013 : Sherlock Holmes. Série de 16 épisodes.
- /  2015 : Mr. Holmes. Film mettant en scène un Sherlock Holmes de 93 ans interprété par Ian McKellen.
- 2018 : Holmes & Watson. Film parodique.
- /  2020 : Enola Holmes. Film adapté de la série littéraire Les Enquêtes d'Enola Holmes avec Henry Cavill dans le rôle de Sherlock Holmes.
- 2020 : Les Chroniques de Sherlock (Шерлок в России). Série russe en 8 épisodes, dans laquelle Sherlock Holmes enquête à Saint-Pétersbourg.
- 2021 : Les Irréguliers de Baker Street (The Irregulars). Série Netflix mettant en scène les Irréguliers de Baker Street
- /  2022 : Enola Holmes 2. Film adapté de la série littéraire Les Enquêtes d'Enola Holmes avec Henry Cavill dans le rôle de Sherlock Holmes.
- 2024 : Mademoiselle Holmes. Série télévisée française en 6 épisodes mettant en scène une arrière-petite fille de Sherlock Holmes avec Lola Dewaere dans le rôle de Charlie Holmes.

## Dessins animés et séries d'animation
- 1983 : Sherlock Holmes. Série de 4 épisodes.
- 1984-1985 : Sherlock Holmes (Meitantei Hōmuzu). Série de 26 épisodes.
- 1986 : Basil, détective privé (The Great Mouse Detective). Studios Disney.
- 1999-2000 : Sherlock Holmes au XXIIe siècle. Série de 26 épisodes.
- 2009 : Batman : L'Alliance des héros. (saison 1, épisode 15 : La Corne du démon !). Série d’animation
- 2010 : Tom et Jerry : Élémentaire, mon cher Jerry (Tom and Jerry Meet Sherlock Holmes). Téléfilm.
- 2018 : Sherlock Gnomes (Sherlock Gnomes). Long métrage d'animation.
- 2019 : Sherlock Holmes and the Great Escape. Long métrage d'animation.
- 2023 : Undead Murder Farce (épisodes 5 à 8).